# كلاوديو رينالدي
كلاوديو رينالدي (بالإيطالية: Claudio Rinaldi)‏ هو متزلج على مسار قصير إيطالي، ولد في 29 نوفمبر 1987 في بورميو في إيطاليا.

## وصلات خارجية
- كلاوديو رينالدي على موقع أوليمبيديا (الإنجليزية)